# 세르주 이바카
세르주 조나스 이바카 은고빌라(스페인어·프랑스어: Serge Jońas Ibaka Ngobila, 1989년 9월 18일~)는 콩고 공화국 태생 스페인의 농구 선수로 포지션은 파워 포워드와 센터이다. 현재 리가 ACB 레알 마드리드이다. 2009년부터 2023년까지 NBA에서 활약했다.

## 어린 시절
세르주 이바카는 콩고 공화국 브라자빌에서 태어났다. 이바카의 부모 모두 농구 선수로 활동했고, 이바카의 아버지는 콩고 공화국 대표팀 선수로 이바카의 어머니는 콩고 민주 공화국 대표팀 선수로 활동했다.